# Пугачовљев устанак
Пугачов устанак је назив за последњу сељачку буну у руској историји. Вођен је од 1773. до 1775. године, а назив је добио по свом вођи, донском козаку Јемељану Пугачову. Завршен је неуспехом.

## Увод
У другој половини 18. века у Русији су под утицајем развоја капиталистичких односа знатно заоштрене основне класне супротности, повећана је феудално-спахијска експлоатација. Сељаци се масовно везују за земљу. Чести ратови Русије исцрпљују пре свега сељаке. Већ почетком седамдесетих година 18. века, у разним деловима Русије (Поволжју, Уралу, Централној Русији) ничу побуне и локални устанци. Ситуација је била зрела за општи устанак - сељачки рат.
Донски козак Јемељан Пугачов се 1773. године прогласио царем Петром III који је убијен још 1762. године. Почели су да му се придружују јајицки козаци, сељаци и Татари. Средином септембра 1773. године, Пугачов одред бројао је 80 људи. Дана 17. септембра Пугачов је издао манифест којим козацима, Калманцима и Татарима обећава слободу и земљу. Тиме је практично одређен антифеудални карактер устанка. Два дана касније, Пугачов је са својим одредом кренуо на Јајицки град. Тиме је отпочео Пугачов устанак.

## Опсада Оренбурга
Када је Пугачов стигао под Јајицки град, његов одред бројао је већ 200 људи. Пугачов није напао солидно утврђени град већ се упутио уз реку Јајик ка Оренбургу, војном и управном центру југоисточног дела Русије. Посаде горњојајицких утврђења предавале су му се без борбе. Након неколико неуспешних јуриша на добро утврђени Оренбург, Пугачов је приступио опсади. Устанак се брзо ширио те су се сељаци, фабрички радници са Урала, Татари, Башкири, Маријци и козаци сливали у Пугачову војску. Пугачов је децембра 1773. године имао пред Оренбургом око 30.000 људи. Сељаци су му доносили храну и одећу, а радници са Урала оружје и муницију. Током опсаде Оренбурга, Пугачов је у војску унесе елементе организоване оружане снаге. Устанике је груписао у пукове и одреде; образовао је Државни војни савет који је вршио функцију главног штаба, врховног суда и органа за снабдевање војске.
Пошто је Пугачов са главним снагама био везан за Оренбург, остали фронтови били су занемаривани. И поред тога, устанак се и даље ширио. Одреди су заузимали градове, села, прекидали везу са административним центрима и престоницом. Чељабинск је заузет јануара 1774. године. Потом је заузет Курган. На устанак су се дигли и сељаци Тјумењског те се он проширио и на Сибир. Дуга опсада Оренбурга омогућила је властима да организују и појачају снаге и да се организују. Јаке снаге под генералом Александром Бибиковим упућене су на Оренбург. Одлучујући судар одиграо се 22. марта 1774. године код Татишчеве у близини Оренбурга. У шесточасовној бици је Пугачов са 9000 људи доживео пораз од знатно надмоћнијег противника. Око 2000 устаника је убијено, а преко 4000 рањено или заробљено. Устаници су изгубили све топове. Дана 1. априла Пугачов је поново поражен код Сакмарског града. Тиме је принуђен да се са мањим одредом пребаци на Урал. Тиме је завршен први период рата.

## Други период рата
Доласком Пугачова на Урал, поново се разбуктао устанак у овој области. Већ у мају 1774. године, устаничка војска имала је око 5000 људи. Пугачов је освојио многа села и градове, контролисао комуникације, али је истовремено избегавао отворени сукоб са јачим казненим одредима. Под нарастајућим притиском моћних царских трупа, принуђен је да напусти Урал и оде у Поволжје. У град Казањ ушао је 11. јула 1774. године, али није успео да освоји тврђаву. Сазнао је да се граду приближава јак одред те им је пошао у сусрет. У бици на Арском пољу (12. јул) тешко је поражен. Три дана касније дошло је до новог судара у коме је Пугачов изгубио сву артиљерију, око 2000 устаника је погинуло, а 5000 заробљено. Два дана касније је Пугачов са одредом од 500 људи прешао на десну обалу Волге. Тиме је завршен други период рата.

## Гушење устанка
Повлачење Пугачова десном обалом Волге убрзо се претворило у велико наступање. Његова појава оживела је покрет у густо насељеним областима. На хиљаде сељака придружило се устаницима. Устанак се почео ширити и у Нижњегородској и Вороњешкој области. Спахије су панично напуштале своја имања. Очекујући Пугачов поход на Москву, двор се спремао за евакуацију у Ригу. Но Пугачов се није упутио ка западу већ је скренуо ка југу намеравајући да у области Дона попуни своју војску козацима па тек онда крене на Москву. Прешао је огромно растојање за 21 дан - од Казања до Саратова. Дана 6. августа, устаници улазе у Саратов, а потом су се упутили на Царицин. У међувремену је двор пожурио да склопи мир са Турском. Највећи део војних снага упућен је на Пугачова. Последња битка устанка вођена је 25. августа код Соленикове Ватаге, на 75 километара јужно од Царицина. Устаници су у потпуности поражени. Пугачов се са малим одредом пребацио на леву обалу Волге. Јајицки козаци су га ухватили и предали 14. септембра властима. Дана 10. јануара 1775. убијен је у Москви.